# Eiichi Negishi
Eiichi Negishi (根岸 英一 Negishi Eiichi?) (Hsinking, 14 de julio de 1935-Indianápolis, 6 de junio de 2021) fue un químico y catedrático japonés nacionalizado estadounidense que realizó la mayor parte de su carrera en la Universidad Purdue, Estados Unidos. Se lo conoce por el descubrimiento del acoplamiento de Negishi. Fue galardonado en 2010 con el Premio Nobel de Química «por desarrollar reacciones químicas con catalizadores de paladio para crear compuestos químicos sofisticados» junto con Richard Heck y Akira Suzuki.

## Biografía
Negishi nació en Changchun, bajo control japonés, capital del imperio de Manchukuo, ahora la capital de la provincia de Jilin en la República Popular China. Se graduó de la Universidad de Tokio en 1958, y realizó un internado en la empresa química y farmacéutica Teijin. Se fue a estudiar a los Estados Unidos y obtuvo su doctorado de la Universidad de Pensilvania en 1963 bajo la supervisión del profesor Allan R. Day. En 1966 se convirtió en un investigador postdoctoral en la Universidad Purdue, y se convirtió en profesor asistente en 1968, trabajando con el galardonado premio Nobel Herbert C. Brown. En 1979 fue nombrado profesor en la Universidad de Siracusa. En ese mismo año, regresó a la Universidad Purdue.
En 2000 fue galardonado con el premio de la Royal Society of Chemistry Edward Frankland Lectureship.
Recibió el Premio Nobel de Química en 2010 junto con Richard Heck y Akira Suzuki.